# Карнезис, Орестис
Оре́стис Спири́дон Карне́зис (греч. Ορέστης Καρνέζης; род. 11 июля 1985, Афины) — греческий футболист, вратарь.Участник чемпионата мира 2014 года.

## Клубная карьера
Карнезис провёл три года в знаменитой академии испанской «Барселоны». В 2005 году он вернулся на родину в клуб «ОФИ». За основную команду Орестис так не дебютировал чередуя скамейку запасных с выступлениями за резерв. В 2007 году он перешёл в «Панатинаикос», где постепенно начал завоёвывать место в основе. В составе клуба он выиграл греческую Суперлигу и стал обладателем Кубка Греции. В сезоне 2011/12 Карнезис стал основным вратарём команды.
Летом 2013 года он перешёл в итальянский «Удинезе» и сразу же был отдан в аренду в испанскую «Гранаду». 5 января 2014 года в матче против «Альмерии» Карнезис дебютировал в Ла Лиге. После возвращения из аренды Орестис стал основным вратарём «Удинезе». 31 августа в поединке против «Эмполи» он дебютировал в Серии А.
В июле 2018 года было объявлено о переходе Орестиса Карнезиса в итальянский клуб «Наполи». Сумма трансфера составила 2,5 млн евро.

## Международная карьера
Карнезис выступал за юношескую и молодёжную сборные Греции.
29 февраля 2012 года в товарищеском матче против сборной Бельгии Орестис дебютировал за сборную Греции. В 2014 году Карнезис был включён в заявку национальной команды на участие в чемпионате мира в Бразилии. На турнире он сыграл в матчах против сборных Колумбии, Японии, Кот-д’Ивуара и Коста-Рики.

## Достижения
«Панатинаикос»
- Чемпионат Греции по футболу — 2009/10
- Обладатель Кубка Греции — 2010

«Лилль»
- Чемпион Франции: 2020/21
- Обладатель Суперкубка Франции: 2021